# Schombocattleya
Schombocattleya (abreviado Smbc.) en el comercio. Es un híbrido intergenérico que se produce entre los géneros de orquídeas Cattleya y Schomburgkia.